# Fin de un mundo enfermo
Fin de un mundo enfermo es el segundo álbum de estudio del grupo argentino de groove metal A.N.I.M.A.L. El sonido de este álbum tiene una tendencia clara hacia el groove metal, influenciados por bandas como Pantera, Prong y Biohazard. La producción del disco estuvo a cargo de Alejandro Taranto.

## Lista de canciones
Todas las canciones escritas y compuestas por A.N.I.M.A.L.. 
| N.º | Título                      | Duración |  |
| 1.  | «Sólo por ser indios»       | 3:44     |  |
| 2.  | «Más cabezas para tu pared» | 3:42     |  |
| 3.  | «Fin de un mundo enfermo»   | 6:00     |  |
| 4.  | «Esperando el final»        | 4:10     |  |
| 5.  | «Hijos del sol»             | 4:28     |  |
| 6.  | «¡Hambre!»                  | 3:30     |  |
| 7.  | «Sobrevivencia»             | 4:13     |  |
| 8.  | «Mi barrio»                 | 3:54     |  |
| 9.  | «Vacíos de fe»              | 4:06     |  |
| 10. | «El balz»                   | 4:05     |  |
| 11. | «Muriendo en su interior»   | 5:38     |  |

## Músicos
- Andrés Giménez: Guitarra y voz.
- Marcelo Corvalán: Bajo y coros.
- Martín Carrizo: Batería.

## Ficha técnica
- Producción general: Alejandro Taranto.
- Coproducción: Santiago Ruiz.

- Datos: Q5862075